# Pozzuoli
Pozzuoli is een van oorsprong Griekse stad aan de baai van Napels. Door zijn beschutte ligging en aangename klimaat groeide de stad al in de Griekse tijd uit tot een havenplaats van belang, en deze rol heeft Pozzuoli door de eeuwen heen behouden.
De volgende frazioni maken deel uit van de gemeente: Arco Felice, Campana Annunziata, Licola Centro, Licola Lido, Lucrino, Montenuovo, Monterusciello, Pisciarelli, Toiano.

## Ligging en geschiedenis

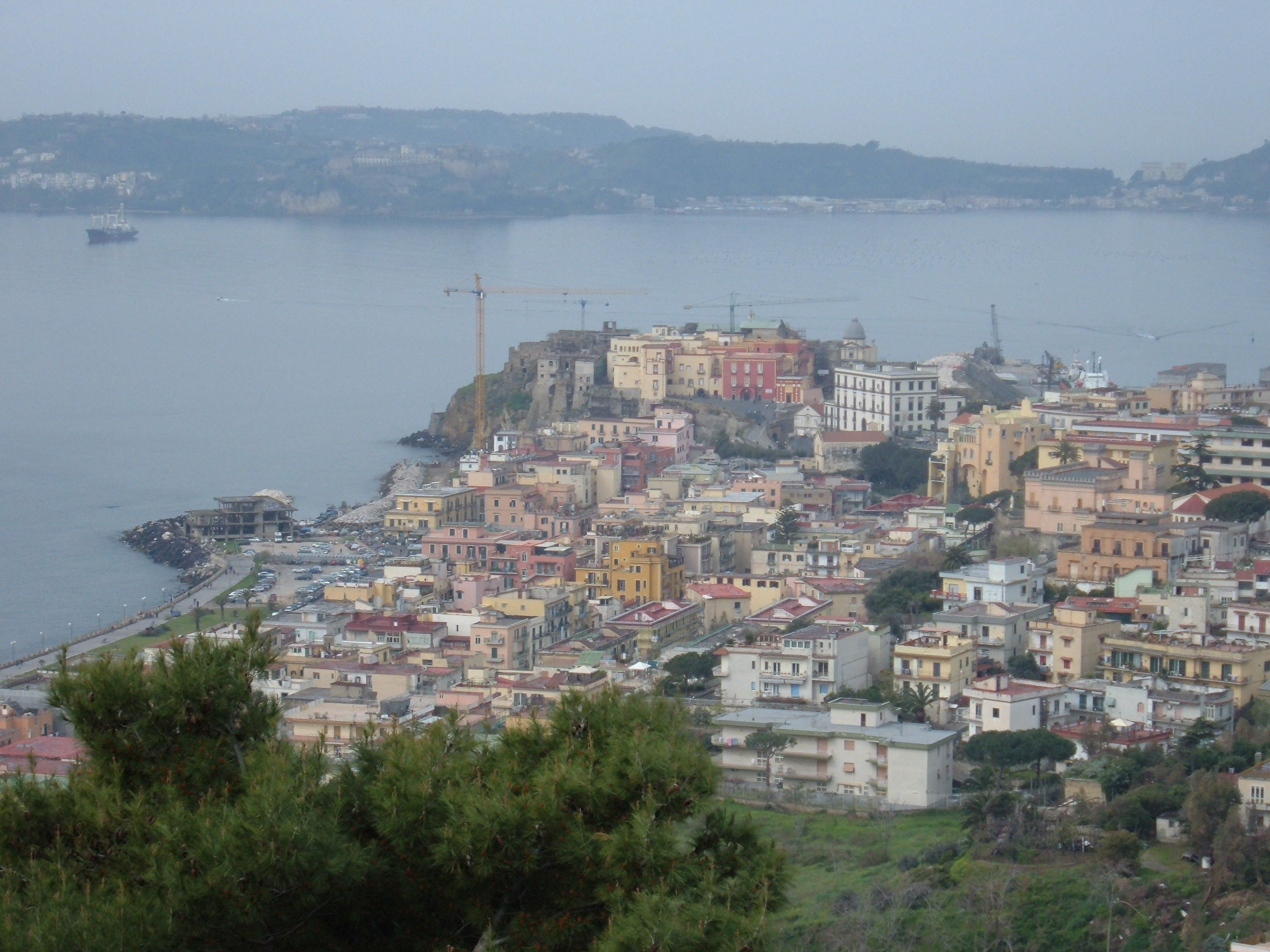
Pozzuoli

Pozzuoli ligt in de Campi Flegrei ten noorden van Napels en heeft drie vulkanen op zijn grondgebied. Alleen de Solfatara is nog enigszins actief. Voor geologen is dit stadje van groot belang omdat hier voor het eerst bradyseïsme werd aangetoond; door de eeuwen heen is Pozzuoli ten opzichte van het zeeniveau met meters gestegen en weer gedaald door geologische activiteit.
Puteoli, zoals de stad in Romeinse tijd heette, was de havenplaats waar het graan uit Egypte arriveerde. De Nabateeërs hadden hier een handelsenclave, met zelfs een eigen tempel. 
De stad is onder andere bekend geworden doordat Caligula hier zijn schipbrug over de Baai van Napels naar Baiae bouwde. In de tijd van Nero werd het een Colonia en werden hier Romeinse soldaten gevestigd. In de eerste eeuw na Christus landt Paulus hier om in Rome berecht te worden. 
Van ongeveer 25 vóór tot 30 na Christus was de stad het belangrijkste fabricage-centrum van de Terra Sigillata, samen met de stad Arretium.
In 1538 was er de vulkaanuitbarsting van de Monte Nuovo, wat in de stad schade gaf aan gebouwen, met name aan de kathedraal van Pozzuoli. Het kuuroord Tripergole verdween in de krater (1538). Het meer nabij Pozzuoli, Lucrinus Lacus, verkleinde in oppervlakte door de afgestroomde lava.
Pozzuoli is nog steeds een tamelijk welvarend havenstadje. Her en der zijn in het stadje de resten van dit verleden te vinden.
Er doet zich thans weer toenemende vulkanische activiteit in het gebied voor. In mei 2024 waren er 150 grotere en kleinere aardbevingen, waarvan de zwaarste een kracht had van 4.4 had.

## Monumenten
- Het Serapium ontleent zijn naam aan de misvatting dat het een tempel van Serapis zou zijn, omdat er een beeld van deze Egyptische godheid is gevonden. In werkelijkheid betreft het een eerste-eeuwse overdekte markt. De kolommen van dit monument zijn voor geologen van extra belang, daar aan de hand van afzettingen van schaaldieren op deze kolommen voor het eerst bewegingen van de aardkorst werden vastgesteld.

- Het Flavisch amfitheater is kleiner dan het Colosseum, maar het is goed bewaard gebleven. Het is gebouwd onder de regering van Vespasianus en is toegankelijk als museum.

- Verder is een gedeelte van een romeinse straat, in vrij gave staat teruggevonden, inclusief de façades van aanpalende gebouwen en zijn her en der in de stad andere resten van het klassieke Puteoli te vinden.

## Solfatara
De Solfatara is een van de vulkanen van de Campi Flegrei en stond in Romeinse tijd bekend als Forum Vulcani en was aan deze god gewijd. Tot in de 17de eeuw werd hier zwavel gewonnen, dat in de vorm van vulkanische gassen (di-waterstof-sulfide) vrijkomt. In deze krater zijn Romeinse ruïnes te vinden, onder andere een gedeelte van een klein bad, recht boven een fumarole en een put waaruit geneeskrachtig water gehaald kon worden. De vulkaan kent echter verschillende fumarolen. De voorgenoemde seismografische activiteit in het gebied is volledig te wijten aan de aanwezigheid van deze vulkanen.
Pozzuoli heeft zijn naam gegeven aan het puzzolaan, een uit de vulkanische afzettingen gewonnen component voor cement.

## Geboren
- Riccardo Improta (19 december 1993), voetballer

## Foto's

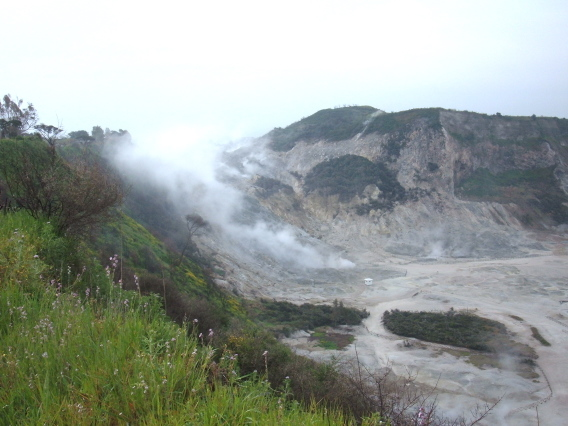
Vulkanische activiteit op de "Solfatara".
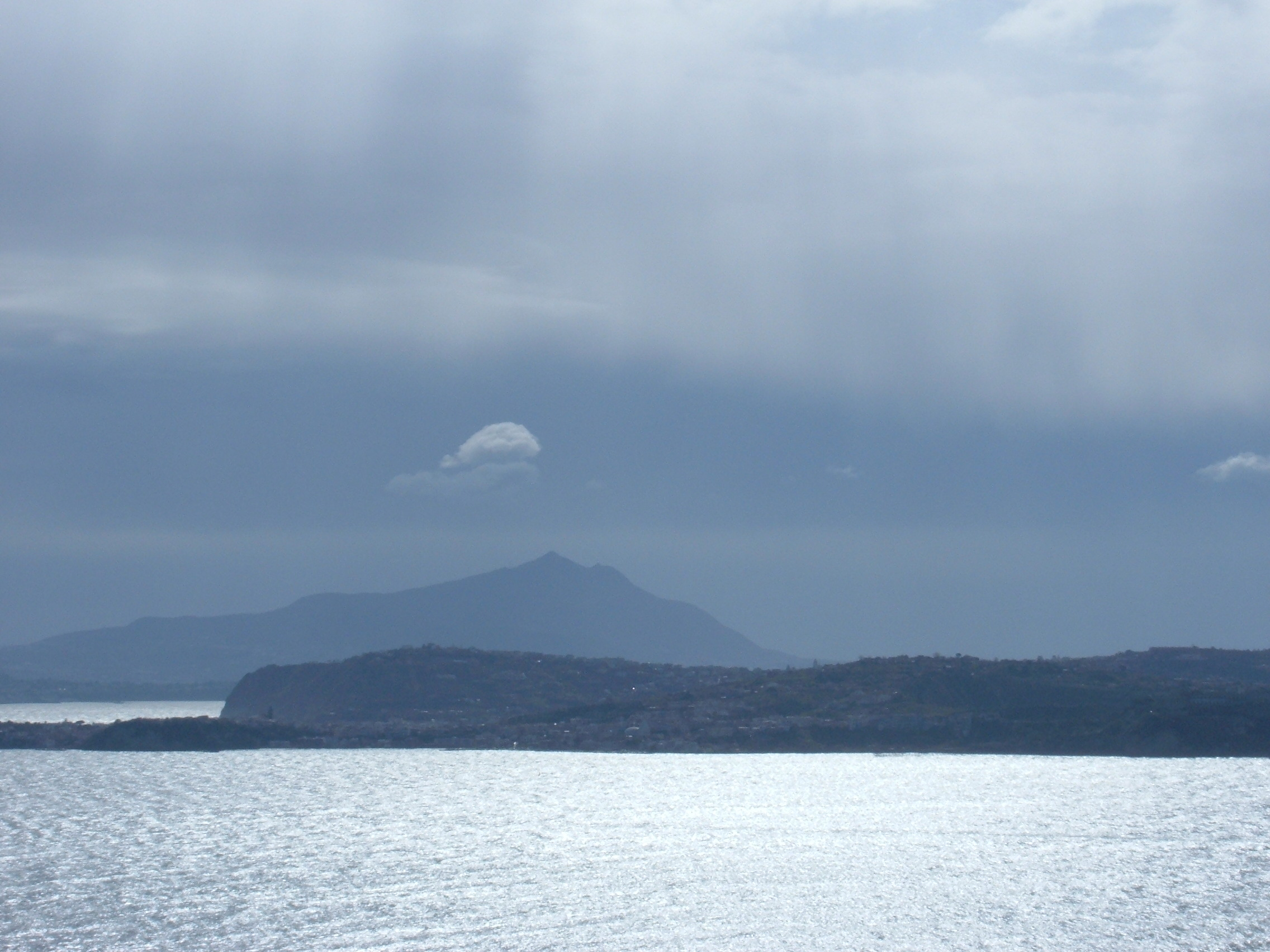
Baai van Napels, tussen Pozzuoli en Baia. Ischia is op de achtergrond zichtbaar
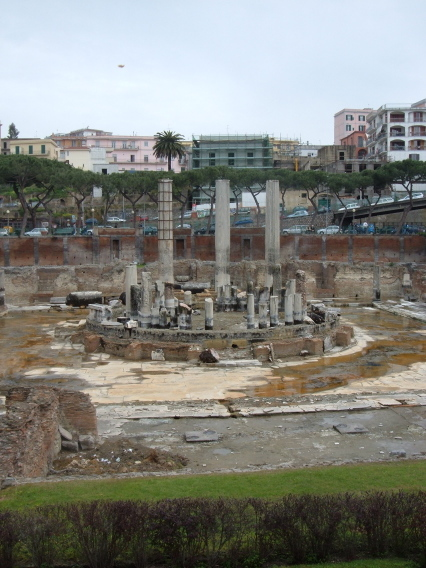
Het serapium
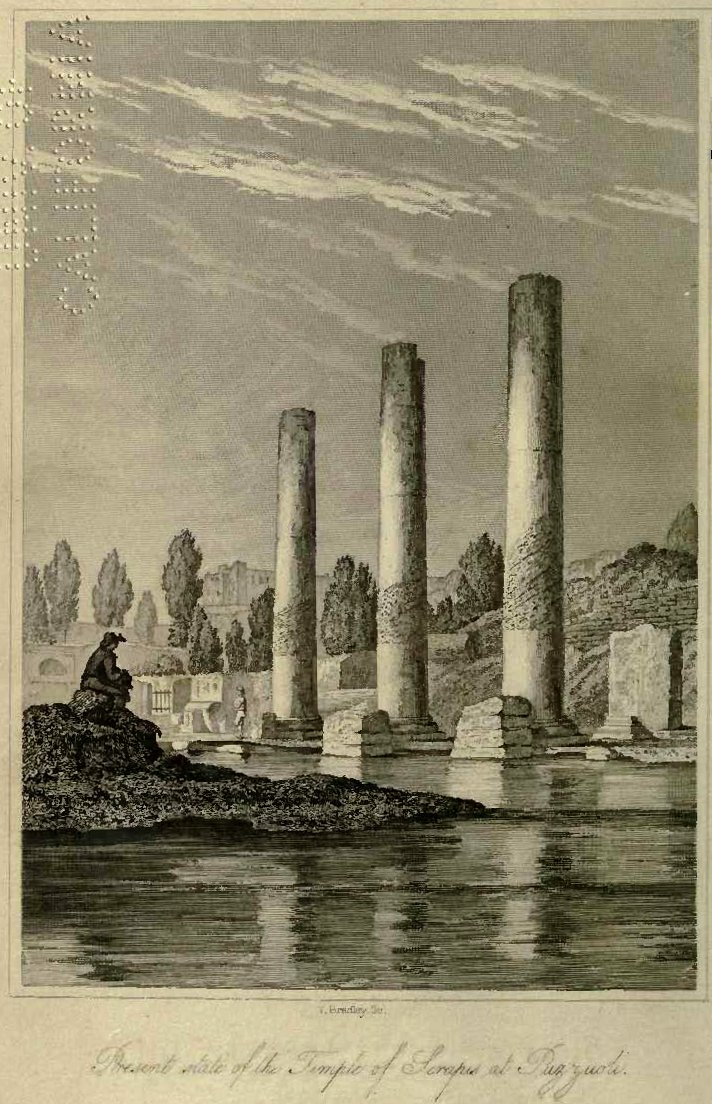
Frontispies van Principles of Geology Charles Lyell, 1832
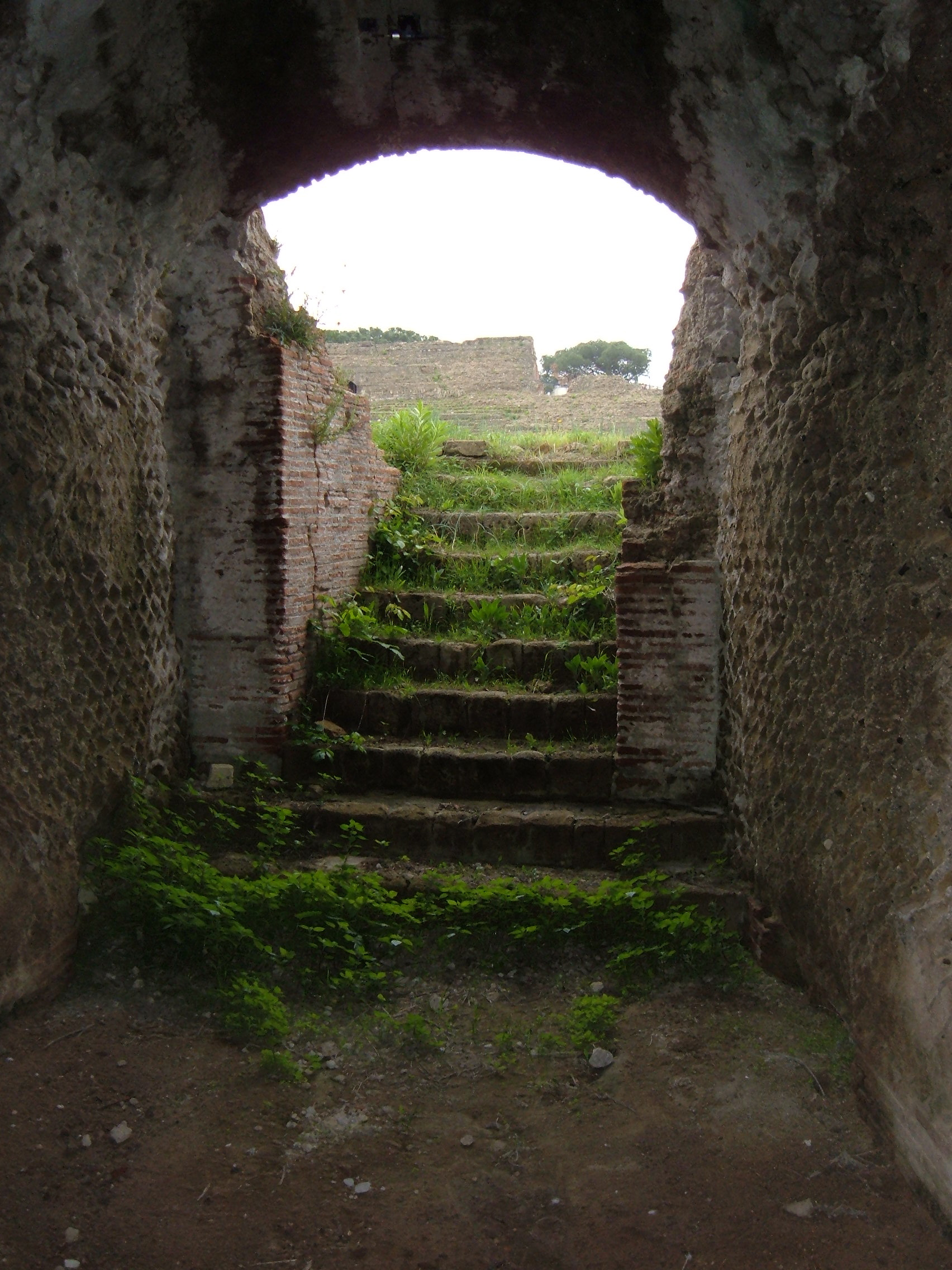
Het Flavische amfitheater, artiesteningang
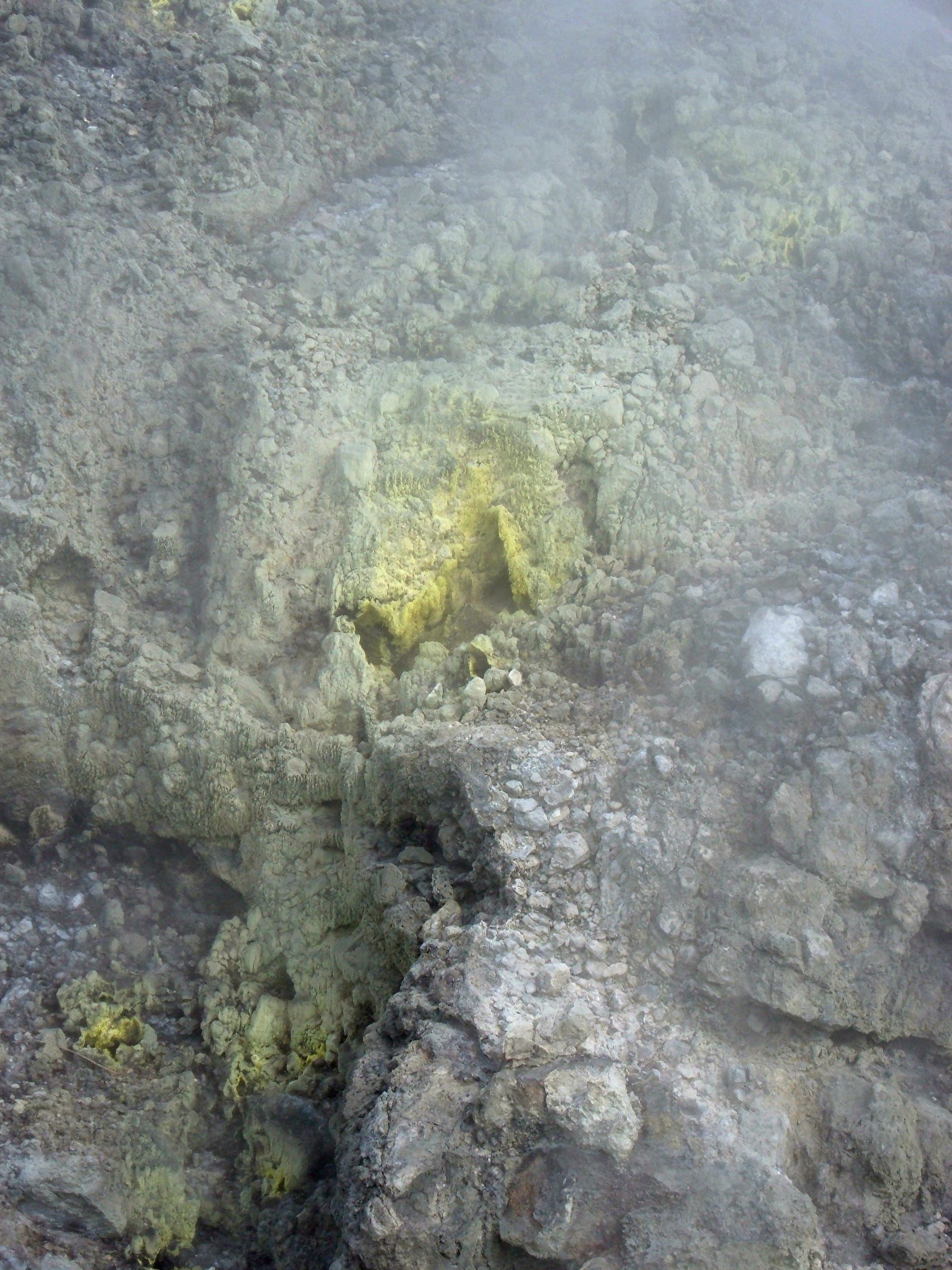
Fumarole in de Solfatara. Het gele gedeelte zijn zwavel-afzettingen
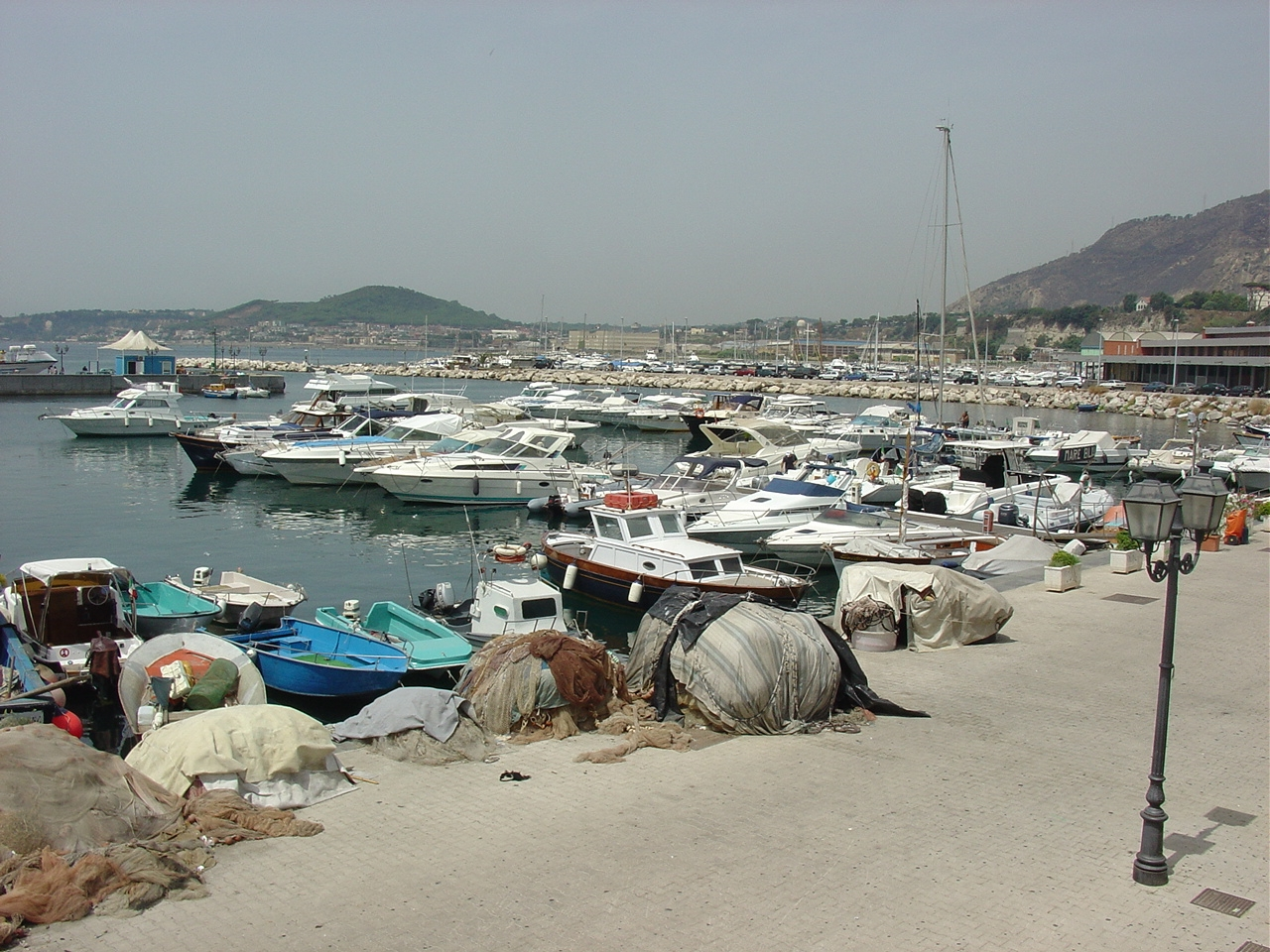
De haven van Pozzuoli